# Eupithecia tricornuta
Eupithecia tricornuta là một loài bướm đêm trong họ Geometridae.